# زیمونسوالد
زیمونسوالد (به آلمانی: Simonswald) یک شهر در آلمان است که در امندینگن واقع شده‌است. زیمونسوالد ۳٬۰۲۴ نفر جمعیت دارد.